# 温更镇
温更镇是中华人民共和国内蒙古自治区巴彦淖尔市乌拉特中旗下辖的一个镇。
2012年1月20日，内蒙古自治区人民政府批复同意从海流图镇划出部分区域，设置温更镇，温更镇辖宝格图、哈日朝鲁、巴音满都呼、阿拉腾胡少、希日朝鲁、呼日木图等6个嘎查和1个矿区居委会，镇人民政府驻毕其格图。

## 行政区划
温更镇下辖以下村级行政区划单位：
矿区社区、希日朝鲁嘎查、宝格图嘎查、巴音满都呼嘎查、哈日朝鲁嘎查、阿拉腾胡少嘎查和呼日木图嘎查。